# Maruca
Maruca is een geslacht van vlinders uit de familie van de grasmotten (Crambidae), uit de onderfamilie van de Spilomelinae. De wetenschappelijke naam van dit geslacht is voor het eerst voorgesteld door Francis Walker in een publicatie uit 1859.

## Soorten
- Maruca amboinalis (C. Felder, R. Felder & Rogenhofer, 1875)
- Maruca fuscalis Yamanaka, 1998
- Maruca nigroapicalis Joannis, 1929
- Maruca vitrata (Fabricius, 1787)